# Giorgi Beridze
Giorgi Beridze (in georgiano გიორგი ბერიძე?; Mest'ia, 12 maggio 1997) è un calciatore georgiano, centrocampista dell'Újpest e della nazionale georgiana.

## Carriera

### Club
Ha giocato nella prima divisione dei campionati georgiano, slovacco, ungherese, belga e turco.

### Nazionale
Ha esordito in nazionale nel 2018.
Il 25 marzo 2023 trova la sua prima rete, siglando uno dei 6 gol con cui la propria nazionale batte 6-1 la Mongolia in amichevole.

## Statistiche

### Cronologia presenze e reti in nazionale
| Cronologia completa delle presenze e delle reti in nazionale ― Georgia | Cronologia completa delle presenze e delle reti in nazionale ― Georgia | Cronologia completa delle presenze e delle reti in nazionale ― Georgia | Cronologia completa delle presenze e delle reti in nazionale ― Georgia | Cronologia completa delle presenze e delle reti in nazionale ― Georgia | Cronologia completa delle presenze e delle reti in nazionale ― Georgia | Cronologia completa delle presenze e delle reti in nazionale ― Georgia | Cronologia completa delle presenze e delle reti in nazionale ― Georgia |
| Data                                                                   | Città                                                                  | In casa                                                                | Risultato                                                              | Ospiti                                                                 | Competizione                                                           | Reti                                                                   | Note                                                                   |
| ---------------------------------------------------------------------- | ---------------------------------------------------------------------- | ---------------------------------------------------------------------- | ---------------------------------------------------------------------- | ---------------------------------------------------------------------- | ---------------------------------------------------------------------- | ---------------------------------------------------------------------- | ---------------------------------------------------------------------- |
| 1-6-2018                                                               | Schwaz                                                                 | Georgia                                                                | 1 – 0                                                                  | Malta                                                                  | Amichevole                                                             | -                                                                      | 67’                                                                    |
| 5-6-2018                                                               | Lussemburgo                                                            | Lussemburgo                                                            | 1 – 0                                                                  | Georgia                                                                | Amichevole                                                             | -                                                                      | 45’                                                                    |
| 25-3-2021                                                              | Solna                                                                  | Svezia                                                                 | 1 – 0                                                                  | Georgia                                                                | Qual. Mondiali 2022                                                    | -                                                                      | 78’                                                                    |
| 28-3-2021                                                              | Tbilisi                                                                | Georgia                                                                | 1 – 2                                                                  | Spagna                                                                 | Qual. Mondiali 2022                                                    | -                                                                      | 80’                                                                    |
| 25-3-2022                                                              | Zenica                                                                 | Bosnia ed Erzegovina                                                   | 0 – 1                                                                  | Georgia                                                                | Amichevole                                                             | -                                                                      | 75’                                                                    |
| 17-11-2022                                                             | Sharja                                                                 | Marocco                                                                | 3 – 0                                                                  | Georgia                                                                | Amichevole                                                             | -                                                                      | 78’                                                                    |
| 25-3-2023                                                              | Batumi                                                                 | Georgia                                                                | 6 – 1                                                                  | Mongolia                                                               | Amichevole                                                             | 1                                                                      | 71’                                                                    |
| 28-3-2023                                                              | Batumi                                                                 | Georgia                                                                | 1 – 1                                                                  | Norvegia                                                               | Qual. Euro 2024                                                        | -                                                                      | 90’                                                                    |
| 5-6-2025                                                               | Tbilisi                                                                | Georgia                                                                | 1 – 0                                                                  | Fær Øer                                                                | Amichevole                                                             | -                                                                      | 64’                                                                    |
| 8-6-2025                                                               | Kutaisi                                                                | Georgia                                                                | 1 – 1                                                                  | Capo Verde                                                             | Amichevole                                                             | -                                                                      | 78’                                                                    |
| Totale                                                                 |                                                                        | Presenze                                                               | 10                                                                     |                                                                        | Reti                                                                   | 1                                                                      |                                                                        |

## Palmarès

### Club

#### Competizioni nazionali
- Coppa d'Ungheria: 1

Újpest: 2020-2021

### Individuale
- Capocannoniere della coppa ungherese: 1

2020-2021 (5 gol, a pari merito con Roko Baturina e Daniel Prosser)